# 福島交通飯坂線
飯坂線（いいざかせん）は、福島県福島市の福島駅から飯坂温泉駅に至る、福島交通の鉄道路線である。
「飯坂電車」「いい電」の愛称がある。福島市北郊の温泉地である飯坂温泉への足であるとともに、通勤・通学路線となっている。

## 路線データ
- 路線距離（営業キロ）：9.2 km
- 軌間：1067 mm
- 駅数：12駅（起終点駅含む）
- 複線区間：なし（全線単線）
- 電化区間：全線（直流1500V）
- 閉塞方式：自動閉塞式
- 最小曲線半径：160 m
- 最高速度：60 km/h
- 最急勾配：45.3 ‰
- IC乗車カード対応区間：
  - NORUCAエリア：全線（全国相互利用サービス対応交通系ICカードは利用不可）

## 運行形態
日中は全線の所要時間23分に折り返し時間を2分を加えた25分を運転間隔としている。平日朝夕ラッシュ時は15分間隔で運行されているが、早朝・夜間は運転間隔が広がる。福島駅 - 飯坂温泉駅間の直通列車のほか、桜水車庫が併設されている桜水駅発着の区間列車が運行されており、基本的には全ての列車が桜水車庫に入庫する。
平日の朝から昼前にかけてと夕方から夜にかけての一部の列車は3両編成で運転されている。福島駅で乗り場を共有する阿武隈急行線や多くの地方私鉄とは異なり、ワンマン運転は実施しておらず、全列車に車掌が乗務する。
車掌はドア扱い、戸閉め前の笛の吹鳴、到着・発車時のホーム監視などの一般的な業務に留まらず、車内での乗車券（車内補充券）発売と無人駅や昼の時間帯に駅員がいない駅での乗車券の回収（集札）、さらに無札の旅客に対し降車時に精算などを行う。加えて深夜の桜水駅においては乗務終了後そのまま列車入替の補助を行っている。ドア扱いは運転士もしくは車掌のどちらかがその場の状況に応じて行う。場合によっては運転士が乗車券回収を行うこともある。

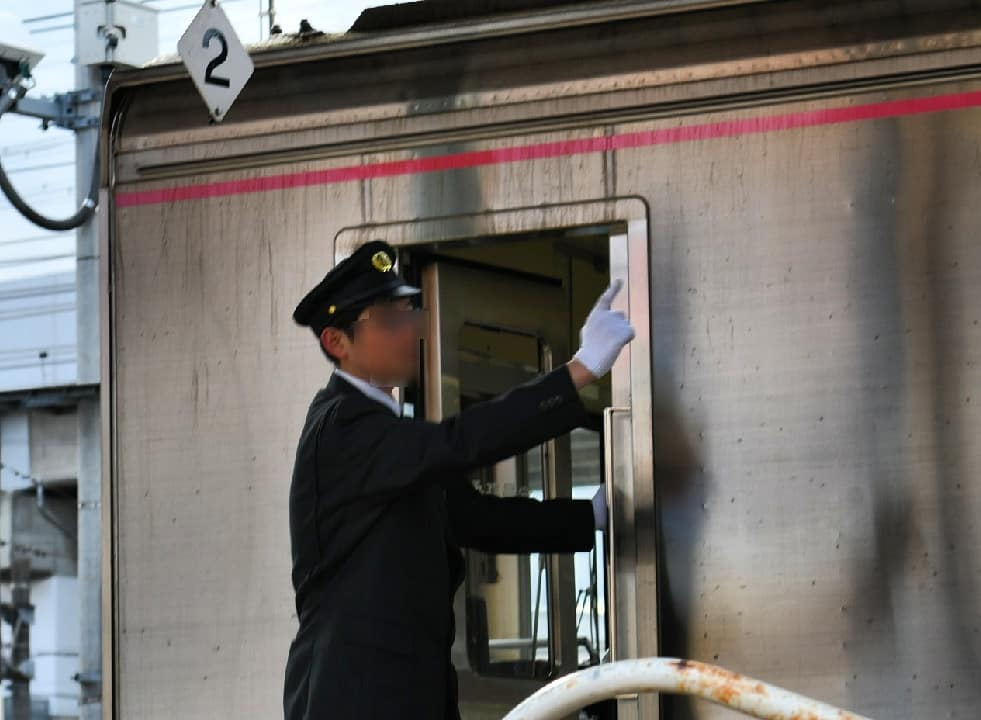
福島交通飯坂線曽根田駅にてドア扱いを行う車掌（福島交通鉄道部運輸課運輸区所属）

## 利用状況

### 輸送実績
飯坂線の近年の輸送実績を下表に記す。輸送量は減少している。
表中、輸送人員の単位は万人。輸送人員は年度での値。表中、最高値を赤色で、最高値を記録した年度以降の最低値を青色で、最高値を記録した年度以前の最低値を緑色で表記している。
| 年度別輸送実績     | 年度別輸送実績                  | 年度別輸送実績                  | 年度別輸送実績                  | 年度別輸送実績                  | 年度別輸送実績  | 年度別輸送実績      | 年度別輸送実績                   |
| 年 度              | 輸送実績（乗車人員）：万人/年度 | 輸送実績（乗車人員）：万人/年度 | 輸送実績（乗車人員）：万人/年度 | 輸送実績（乗車人員）：万人/年度 | 輸送密度 人/1日 | 貨物輸送量 万t/年度 | 特 記 事 項                      |
| ------------------ | ------------------------------- | ------------------------------- | ------------------------------- | ------------------------------- | --------------- | ------------------- | -------------------------------- |
| 年 度              | 通勤定期                        | 通学定期                        | 定 期 外                        | 合 計                           | 輸送密度 人/1日 | 貨物輸送量 万t/年度 | 特 記 事 項                      |
| 1975年（昭和50年） | 241.0                           | 141.8                           | 247.8                           | 630.6                           | 11,458          | 1.1                 | 桜水駅開業                       |
| 1976年（昭和51年） | 257.4                           | 137.2                           | 237.8                           | 632.4                           | 10,120          | 1.1                 |                                  |
| 1977年（昭和52年） | 229.7                           | 137.2                           | 255.2                           | 622.3                           | 9,854           | 0.8                 |                                  |
| 1978年（昭和53年） | 226.0                           | 128.5                           | 244.1                           | 598.7                           | 9,189           | 0.5                 |                                  |
| 1979年（昭和54年） | 214.0                           | 115.1                           | 329.2                           | 574.7                           | 8,752           | 0.5                 |                                  |
| 1980年（昭和55年） | 213.5                           | 105.2                           | 244.9                           | 563.7                           | 8,277           | 0.4                 |                                  |
| 1981年（昭和56年） | 203.8                           | 95.3                            | 240.0                           | 539.3                           | 7,923           | 0.2                 | 貨物営業廃止                     |
| 1982年（昭和57年） | 196.4                           | 87.1                            | 229.2                           | 512.7                           | 7,572           | 0.0                 | 飯坂温泉駅が移転                 |
| 1983年（昭和58年） | 185.4                           | 75.0                            | 229.1                           | 489.5                           | 7,462           | 0.0                 |                                  |
| 1984年（昭和59年） | 176.7                           | 74.7                            | 234.4                           | 485.8                           | 7,244           | 0.0                 |                                  |
| 1985年（昭和60年） | 168.3                           | 73.6                            | 233.4                           | 475.3                           | 7,070           | 0.0                 |                                  |
| 1986年（昭和61年） | 159.4                           | 76.0                            | 233.1                           | 468.5                           | 6,794           | 0.0                 |                                  |
| 1987年（昭和62年） | 147.4                           | 78.5                            | 221.6                           | 447.5                           | 6,676           | 0.0                 |                                  |
| 1988年（昭和63年） | 147.9                           | 83.2                            | 225.2                           | 456.3                           | 6,863           | 0.0                 |                                  |
| 1989年（平成元年） | 140.2                           | 78.8                            | 206.2                           | 425.2                           | 6,328           | 0.0                 | 泉 - 上松川間が7か月間不通になる |
| 1990年（平成2年）  | 135.0                           | 81.3                            | 221.5                           | 437.8                           | 6,521           | 0.0                 |                                  |
| 1991年（平成3年）  | 137.5                           | 82.2                            | 232.4                           | 425.1                           | 6,721           | 0.0                 | 架線電圧昇圧 7000系電車導入      |
| 1992年（平成4年）  | 134.4                           | 86.3                            | 229.7                           | 450.4                           | 6,747           | 0.0                 |                                  |
| 1993年（平成5年）  | 128.9                           | 84.2                            | 227.6                           | 440.7                           | 6,603           | 0.0                 |                                  |
| 1994年（平成6年）  | 124.6                           | 82.1                            | 220.8                           | 427.5                           | 6,416           | 0.0                 |                                  |
| 1995年（平成7年）  | 125.5                           | 75.5                            | 223.2                           | 424.2                           | 6,340           | 0.0                 |                                  |
| 1996年（平成8年）  | 119.1                           | 75.2                            | 209.0                           | 403.3                           | 6,020           | 0.0                 |                                  |
| 1997年（平成9年）  | 115.4                           | 76.2                            | 207.8                           | 399.4                           | 5,937           | 0.0                 |                                  |
| 1998年（平成10年） | 116.7                           | 72.2                            | 195.4                           | 384.3                           | 5,716           | 0.0                 |                                  |
| 1999年（平成11年） | 106.9                           | 68.7                            | 185.6                           | 361.2                           | 5,418           | 0.0                 |                                  |
| 2000年（平成12年） | 104.6                           | 65.3                            | 183.5                           | 353.4                           | 5,292           | 0.0                 |                                  |
| 2001年（平成13年） | 102.0                           | 61.4                            | 169.2                           | 332.6                           | 5,032           | 0.0                 | 福島駅で列車激突事故発生         |
| 2002年（平成14年） | 94.0                            | 56.8                            | 169.1                           | 319.9                           | 4,881           | 0.0                 |                                  |
| 2003年（平成15年） | 90.5                            | 55.4                            | 161.6                           | 307.5                           | 4,682           | 0.0                 |                                  |
| 2004年（平成16年） | 89.2                            | 53.6                            | 148.0                           | 290.8                           | 4,414           | 0.0                 |                                  |
| 2005年（平成17年） | 88.0                            | 54.5                            | 144.8                           | 287.3                           | 4,355           | 0.0                 |                                  |
| 2006年（平成18年） |                                 |                                 |                                 | 283.9                           |                 | 0.0                 |                                  |
| 2007年（平成19年） |                                 |                                 |                                 | 270.4                           |                 | 0.0                 |                                  |
| 2008年（平成20年） |                                 |                                 |                                 | 266.9                           |                 | 0.0                 |                                  |
| 2009年（平成21年） | 91.0                            | 46.4                            | 118.2                           | 255.6                           | 3,870           | 0.0                 |                                  |
| 2010年（平成22年） |                                 |                                 |                                 | 255.3                           |                 | 0.0                 |                                  |
| 2011年（平成23年） |                                 |                                 |                                 | 252.4                           |                 | 0.0                 |                                  |
| 2012年（平成24年） | 95.9                            | 47.4                            | 124.8                           | 268.1                           | 4,038           | 0.0                 |                                  |
| 2013年（平成25年） | 107.3                           | 50.1                            | 131.0                           | 288.4                           | 4,295           | 0.0                 |                                  |
| 2014年（平成26年） | 102.1                           | 47.2                            | 122.0                           | 267.8                           | 4,040           | 0.0                 |                                  |
| 2015年（平成27年） | 77.8                            | 29.4                            | 134.3                           | 241.5                           | 3,564           | 0.0                 |                                  |
| 2016年（平成28年） | 68.8                            | 29.8                            | 142.5                           | 241.1                           | 3,490           | 0.0                 |                                  |
| 2017年（平成29年） | 73.2                            | 27.2                            | 139.1                           | 239.5                           | 3,482           | 0.0                 |                                  |
| 2018年（平成30年） |                                 |                                 |                                 |                                 |                 | 0.0                 |                                  |
| 2019年（令和元年） | 72.2                            | 25.1                            | 134.9                           | 232.2                           | 3,303           | 0.0                 |                                  |
| 2020年（令和2年）  | 61.0                            | 19.2                            | 87.0                            | 167.2                           | 2,363           | 0.0                 |                                  |

### 収入実績
飯坂線の近年の収入実績を下表に記す。収入は一時増加したが、最近では減少している。
表中、収入の単位は千円。数値は年度での値。表中、最高値を赤色で、最高値を記録した年度以降の最低値を青色で、最高値を記録した年度以前の最低値を緑色で表記している。
| 年度別収入実績     | 年度別収入実績          | 年度別収入実績          | 年度別収入実績          | 年度別収入実績          | 年度別収入実績          | 年度別収入実績          | 年度別収入実績     | 年度別収入実績   |
| 年 度              | 旅客運賃収入：千円/年度 | 旅客運賃収入：千円/年度 | 旅客運賃収入：千円/年度 | 旅客運賃収入：千円/年度 | 旅客運賃収入：千円/年度 | 貨物運輸 収入 千円/年度 | 運輸雑収 千円/年度 | 総合計 千円/年度 |
| ------------------ | ----------------------- | ----------------------- | ----------------------- | ----------------------- | ----------------------- | ----------------------- | ------------------ | ---------------- |
| 年 度              | 通勤定期                | 通学定期                | 定 期 外                | 手小荷物                | 合 計                   | 貨物運輸 収入 千円/年度 | 運輸雑収 千円/年度 | 総合計 千円/年度 |
| 1975年（昭和50年） | 152,175                 | ←←←←                    | 230,503                 | 77                      | 382,755                 | 2,413                   | 1,028              | 386,196          |
| 1976年（昭和51年） | 219,941                 | ←←←←                    | 302,656                 | 118                     | 522,715                 | 2,347                   | 1,975              | 527,037          |
| 1977年（昭和52年） | 211,099                 | ←←←←                    | 317,618                 | 163                     | 528,881                 | 2,643                   | 3,411              | 534,937          |
| 1978年（昭和53年） | 268,695                 | ←←←←                    | 374,972                 | 92                      | 643,760                 | 2,119                   | 3,721              | 649,601          |
| 1979年（昭和54年） | 271,686                 | ←←←←                    | 384,387                 | 0                       | 656,073                 | 1,690                   | 4,211              | 661,974          |
| 1980年（昭和55年） | 282,175                 | ←←←←                    | 414,601                 | 0                       | 696,776                 | 1,909                   | 6,740              | 705,424          |
| 1981年（昭和56年） | 278,723                 | ←←←←                    | 414,867                 | 0                       | 693,590                 | 998                     | 5,634              | 700,222          |
| 1982年（昭和57年） | 279,529                 | ←←←←                    | 424,973                 | 0                       | 704,502                 | 0                       | 4,993              | 709,495          |
| 1983年（昭和58年） | 287,333                 | ←←←←                    | 467,054                 | 0                       | 754,387                 | 0                       | 16,372             | 770,758          |
| 1984年（昭和59年） | 278,596                 | ←←←←                    | 472,380                 | 0                       | 750,976                 | 0                       | 24,278             | 775,254          |
| 1985年（昭和60年） | 266,822                 | ←←←←                    | 471,394                 | 0                       | 738,216                 | 0                       | 20,169             | 758,385          |
| 1986年（昭和61年） | 257,595                 | ←←←←                    | 470,700                 | 0                       | 728,295                 | 0                       | 19,144             | 747,439          |
| 1987年（昭和62年） | 179,738                 | 66,410                  | 448,917                 | 0                       | 695,065                 | 0                       | 17,870             | 712,935          |
| 1988年（昭和63年） | 180,618                 | 71,835                  | 457,337                 | 0                       | 709,790                 | 0                       | 20,984             | 730,774          |
| 1989年（平成元年） | 171,238                 | 68,484                  | 405,027                 | 0                       | 644,749                 | 0                       | 21,541             | 666,290          |
| 1990年（平成2年）  | 164,165                 | 71,394                  | 438,441                 | 0                       | 674,000                 | 0                       | 24,206             | 698,206          |
| 1991年（平成3年）  | 166,852                 | 73,258                  | 458,834                 | 0                       | 698,944                 | 0                       | 25,810             | 724,754          |
| 1992年（平成4年）  | 168,086                 | 79,085                  | 474,837                 | 0                       | 722,008                 | 0                       | 24,576             | 746,584          |
| 1993年（平成5年）  | 172,475                 | 82,129                  | 501,743                 | 0                       | 756,347                 | 0                       | 25,436             | 781,783          |
| 1994年（平成6年）  | 166,965                 | 80,070                  | 487,571                 | 0                       | 734,606                 | 0                       | 42,022             | 776,628          |
| 1995年（平成7年）  | 168,837                 | 74,094                  | 491,373                 | 0                       | 734,304                 | 0                       | 21,374             | 755,678          |
| 1996年（平成8年）  | 159,339                 | 73,225                  | 458,480                 | 0                       | 691,044                 | 0                       | 21,895             | 712,939          |
| 1997年（平成9年）  | 154,953                 | 73,598                  | 451,373                 | 0                       | 679,924                 | 0                       | 24,446             | 704,370          |
| 1998年（平成10年） | 157,804                 | 69,650                  | 424,085                 | 0                       | 651,539                 | 0                       | 31,339             | 682,878          |
| 1999年（平成11年） | 145,642                 | 66,595                  | 404,740                 | 0                       | 616,977                 | 0                       | 31,060             | 648,037          |
| 2000年（平成12年） | 141,340                 | 63,264                  | 400,166                 | 0                       | 604,770                 | 0                       | 30,451             | 635,221          |
| 2001年（平成13年） | 138,562                 | 59,847                  | 371,812                 | 0                       | 570,221                 | 0                       | 32,099             | 602,320          |
| 2002年（平成14年） | 127,738                 | 55,205                  | 375,995                 | 0                       | 558,938                 | 0                       | 33,435             | 592,373          |
| 2003年（平成15年） | 123,378                 | 54,275                  | 357,067                 | 0                       | 534,720                 | 0                       | 33,231             | 567,951          |
| 2004年（平成16年） | 120,292                 | 52,959                  | 325,056                 | 0                       | 498,307                 | 0                       | 31,487             | 529,794          |
| 2005年（平成17年） | 117,287                 | 53,216                  | 316,125                 | 0                       | 486,628                 | 0                       | 28,492             | 515,120          |
| 2006年（平成18年） |                         |                         |                         | 0                       |                         | 0                       |                    |                  |
| 2007年（平成19年） |                         |                         |                         | 0                       |                         | 0                       |                    |                  |
| 2008年（平成20年） |                         |                         |                         | 0                       |                         | 0                       |                    |                  |
| 2009年（平成21年） | 119,435                 | 44,427                  | 259,828                 | 0                       | 423,690                 | 0                       | 27,664             | 451,354          |

## 車両

### 現在の車両
- 1000系（元東急1000系）1000系 昇圧前の復刻塗装車（2024年）
  - 2両編成×4本（Mc-Tc、冷房：有）

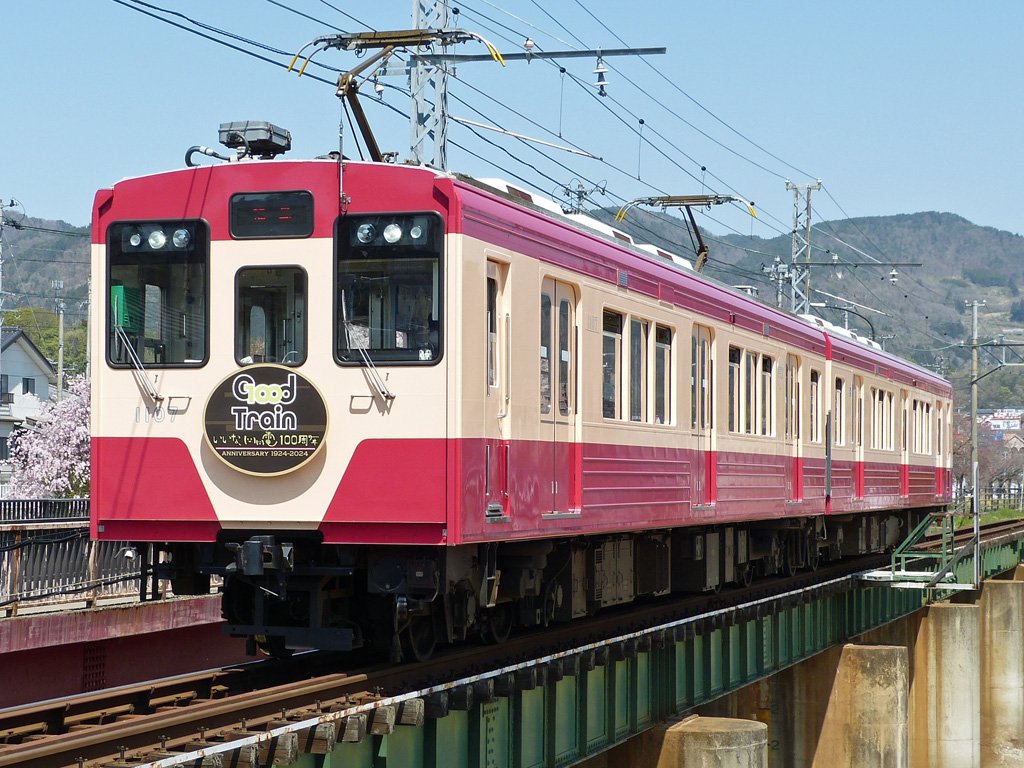
1000系 昇圧前の復刻塗装車（2024年）

  - 3両編成×2本（Mc-M-Tc、冷房：有）
  - 後述の7000系の置き換えのため、東京急行電鉄（現：東急電鉄）から1000系電車を譲り受け、2016年10月と2017年12月の2回に渡って2編成5両（2両編成1本と3両編成1本）ずつ、2018年11月に2編成4両（2両編成2本）の計14両が導入され、2017年4月1日に営業運転を開始した[2][3]。種車は7000系同様に全て中間電動車のデハ1300・デハ1250・デハ1400形で、デハ1400形はそのまま中間電動車デハ1300形[4]に、デハ1300形は前面非貫通形で先頭車化改造されてデハ1100形となっており、デハ1250形は先頭車化改造に加え電装解除されて制御車のクハ1200形となった｡
  - 車内には液晶車内装置と車椅子スペースが設置されてバリアフリーに対応しており、車内放送は2か国語対応としている[5]。2両編成には側面の窓ガラスに、福島市の四季をイメージしたイラストと福島市のマスコットキャラクター「ももりん」のステッカーなどが貼られている[6]。
  - 2018年11月20日の深夜から早朝に行われた3次車の2両編成2本の搬入を以て、1000系全編成の搬入が完了した[7]。また1000系の導入完了により、飯坂線の定期運用車両は全車が冷房車となった。
  - 2024年4月13日に飯坂線が開業100周年を迎えることから、記念企画の一環としてデハ1107＋クハ1208編成に、1945年から1991年の昇圧まで同線の車両に採用されていた[8]、上下が赤で窓周りがクリーム色の復刻塗装が施された[9] [10]。

### 過去の車両

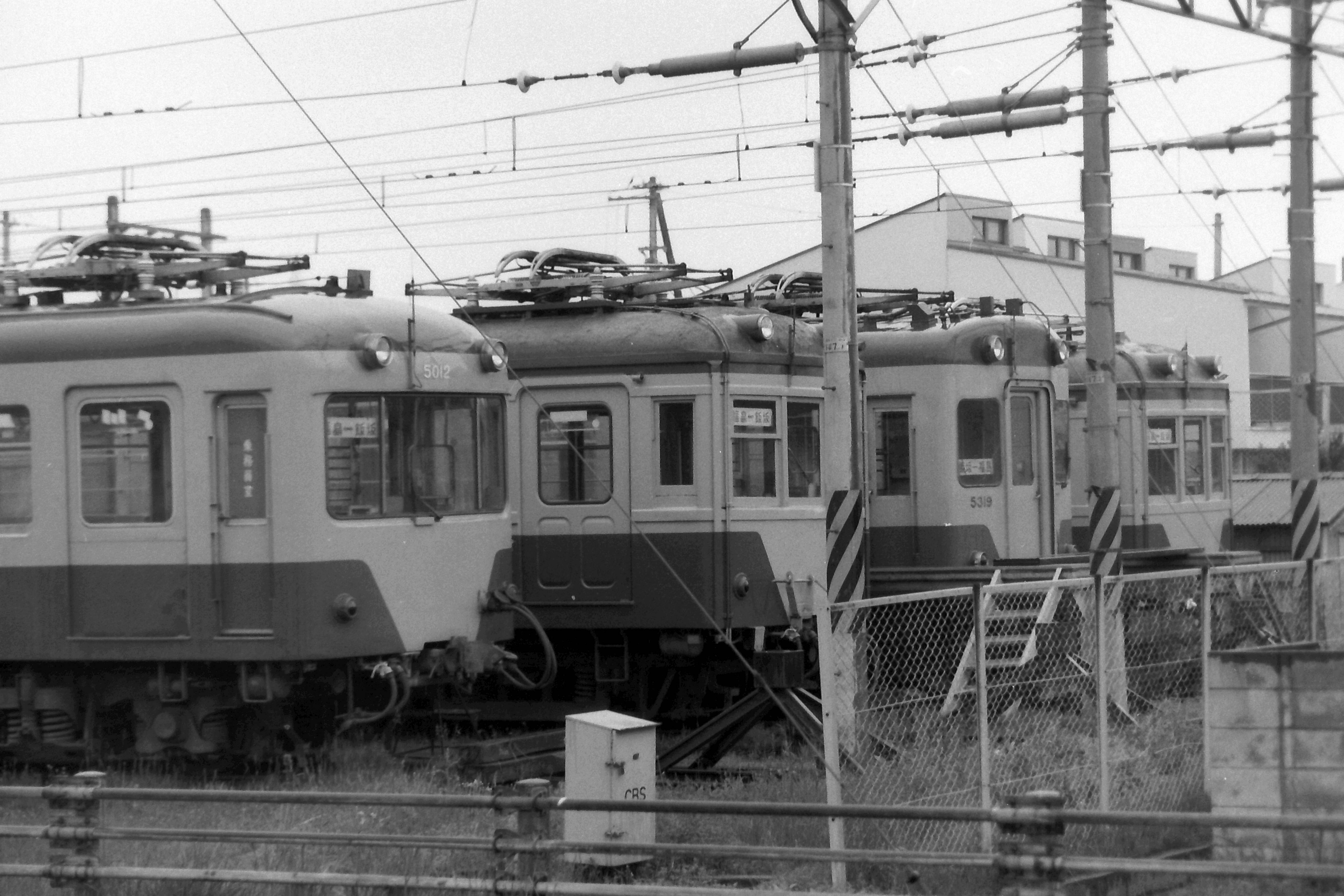
桜水車庫に滞泊する福島交通の電車
（1989年5月3日）

過去の在籍車両のうち1991年の昇圧に伴う7000系の導入までは、元東急5000系のデハ5000形デハ5020 - デハ5023（昇圧時に廃車）以外は全て吊り掛け駆動車だった。集電装置は、飯坂東線と同様に当初トロリーポールを使用し、戦後にパンタグラフに交換された。
また車両番号の末尾は、形式に関わらず導入順に通し番号で付与されていた（そのため、各形式内の欠番が多かった）。なお「デハ5000形」を名乗る車両は1963年製の自社発注車と1980年に購入した元東急5000系の2種類が存在し、両車が同時に在籍していたこともあったが、本項では便宜上前者を（初代）、後者を（2代）として記述する。
- 1 - 5 → 21 - 25
福島飯坂電気軌道開業時の車両で木造の2軸単車だった。書類上では1923年関東電気製とされているが、1917年に日本車輌製造が高田商会の注文によりウラジオストクの市内電車用に製造されたものがロシア革命により輸送不能になり、転じてきたと推定されている[11]（形式図）[12]。後に飯坂東線に転属して21 - 25に改番し、このうち21・22は福島駅乗り入れを開始した1942年（昭和17年）に飯坂西線に戻っている。
- モハ101 - モハ111
戦前製の木造ボギー車。このうちモハ101 - モハ103は、飯坂東線から転属してきた木造ボギー車の車体と台枠を載せ替えたもので、モハ106・モハ107は前述の21・22を車体延長改造の上でボギー車化したものである。モハ106・モハ107の2両を除いて戦時中から順次鋼体化改造を受け、後述のモハ1200形となった。
- モハ1200形 モハ1201 - モハ1211（モハ1206・モハ1207は欠番）モハ1200形2両と、その中間に挟まれたサハ3000形
（桜水車庫、1989年）

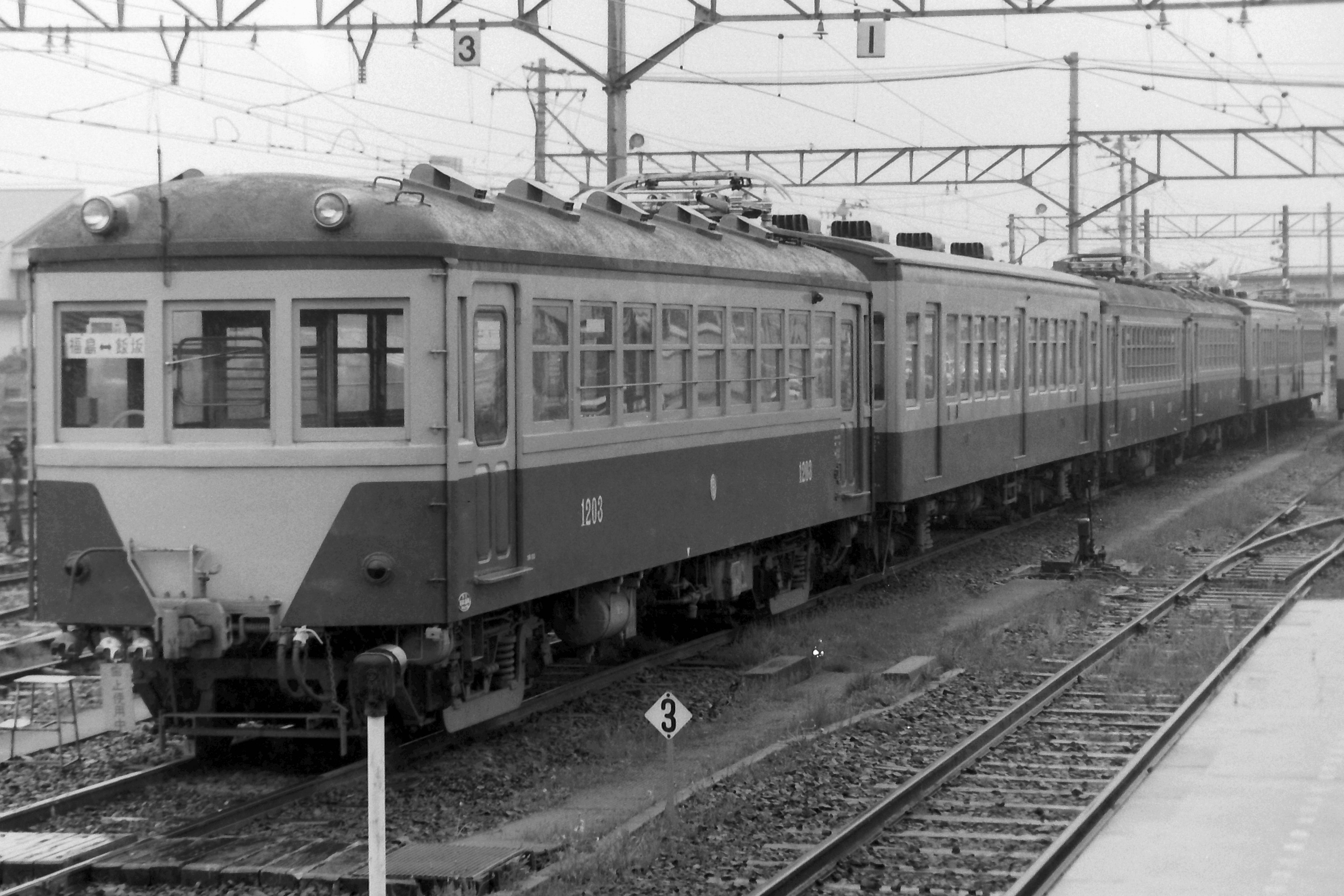
モハ1200形2両と、その中間に挟まれたサハ3000形
（桜水車庫、1989年）

  - 戦前製のモハ101 - モハ111を鋼体化した車両で9両が製造され、日本車輌製造のほかに宇都宮車両（旧日本車輌蕨工場）の銘板もあった。全て前面非貫通の両運転台で客用扉は片側2扉だが、車両によって側面の窓の個数と幅が異なる。時には貨車の牽引にも使用された。前照灯は前面窓上に1灯を備えるが、後年に左右に1灯ずつ追加して3灯化された車両や、そこから中央の1灯を撤去して2灯化された車両もあった。
  - 内訳は、モハ1201 - モハ1203は1955年日本車輌製、扉間は広窓9枚（窓配置は1D9D1）15m級車で、前面が緩くカーブしており、1942年日車製の木造車モハ101 - モハ103の鋼体化改造車。
  - モハ1204・モハ1205は1948年手塚製作所製の扉間は狭窓10枚（窓配置はD10D）12m級車で、モハ1201 - モハ1203より前面の丸みが強く、モハ104・モハ105の鋼体化改造車。
  - モハ1208は1950年日本車輌東京支店製の扉間は狭窓13枚（窓配置は1D13D1）15m級車でモハ108の鋼体化改造車、モハ1209・モハ1210は1952年宇都宮車両製の扉間は狭窓13枚（窓配置は1D13D1）15m級車でモハ109・モハ110の鋼体化改造車、モハ1211は1952年日本車輌製の扉間は狭窓13枚（窓配置は1D13D1）15m級車でモハ111の鋼体化改造車である。モハ1201 - モハ1205に比べて前面は平たく角張ったスタイルで、主電動機はモハ1201が45kW×4、モハ1202・モハ1203が63.75kW×4で、後の6両は63.75kW×2だった。
  - 1991年6月の昇圧時まで残り、同年11月19日付で廃車されたのはモハ1202・モハ1203・モハ1209 - モハ1211の5両である[13]。
- デハ3300形 デハ3304 - デハ3306（元東急3300系）
旧鉄道院の木造電車の鋼体化改造車で、輸送力増強用として東急デハ3301（入線時に3306に改番）・デハ3304・デハ3305を1976年1月に譲受した。全て片運転台の3扉車で、デハ3305のみ前面に貫通扉が設けられていた。東急時代同様に3両編成で運用されたが、デハ3305・デハ3306は後述のデハ5022＋デハ5023の入線により1982年11月4日付で廃車され、デハ3304はその後しばらくモハ1211と2両編成を組んで運用されたり事業用車（桜水車庫の入れ換え作業用）として使用された後、1986年2月12日付で廃車された[14]。
- デハ5000形（初代） デハ5012・デハ5013

1963年日本車輌製。ノーシル・ノーヘッダーに張り上げ屋根の近代的なスタイルで、車体長15.6m、側面客用扉は2か所で台車はウィングバネ式の日車NA-13、主電動機出力は75kW。飯坂東線も含めて、福島交通唯一の連接車だった。
- モハ5100形・クハ5200形 モハ5114・クハ5215 モハ5100形

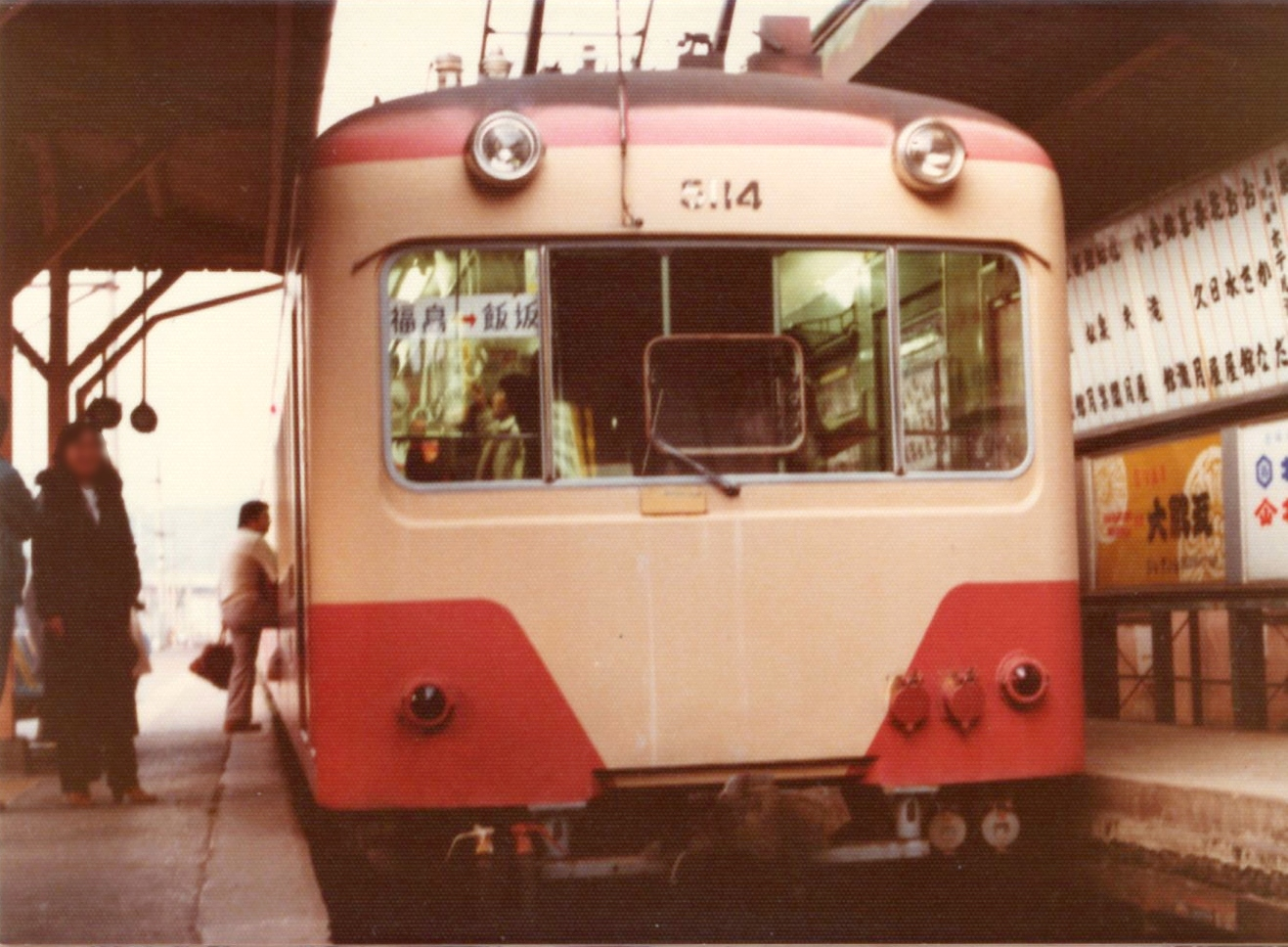
モハ5100形
（福島駅、1982年12月）

（福島駅、1982年12月）

1966年日本車輌製。デハ5000形（初代）と車両デザインは同じだが、ボギー車となったほか車体長は18.7mまで延長され、側面の客用扉はそれまでの2扉から3扉になった。台車はモハ5114が日車NA-19、クハ5215が同NA-19Tで、主電動機出力は75kWだった。
- サハ3000形 サハ3016・サハ3017
モハ5100形・クハ5200形と同時に日本車輌で製造された付随車[15]。妻面は進行方向右側にしか窓がないのが特徴で、運転台を持たない点を除いてクハ5200形に準ずる。主に朝夕のラッシュ時に、モハ1200形2両に挟まれ3両編成を組んで運用された。1991年11月19日の昇圧に伴う在来車の全廃後は、サハ3017の車体が桜水車庫の敷地内で倉庫として使用されていたが[13]、2017年1月に解体された。
- モハ5300形 モハ5318・モハ5319

1971年日本車輌製で、モハ5100形をベースに両運転台・前面貫通式に設計変更した車両。台車はNA-31、主電動機出力は90kW。早朝と深夜は単行で、日中は連結して2両編成で運転された。前面には貫通扉が取りつけられていたが幌はついておらず、通り抜けはできなかった。1991年の昇圧の際に栗原電鉄に譲渡されて同社のM18形M182・M183となり、1995年4月1日の電化廃止まで使用された後、しばらくの間車体が駐輪場として活用されていた。
- デハ5000形（2代） デハ5020 - デハ5023（元東急5000系） デハ5000形（2代）

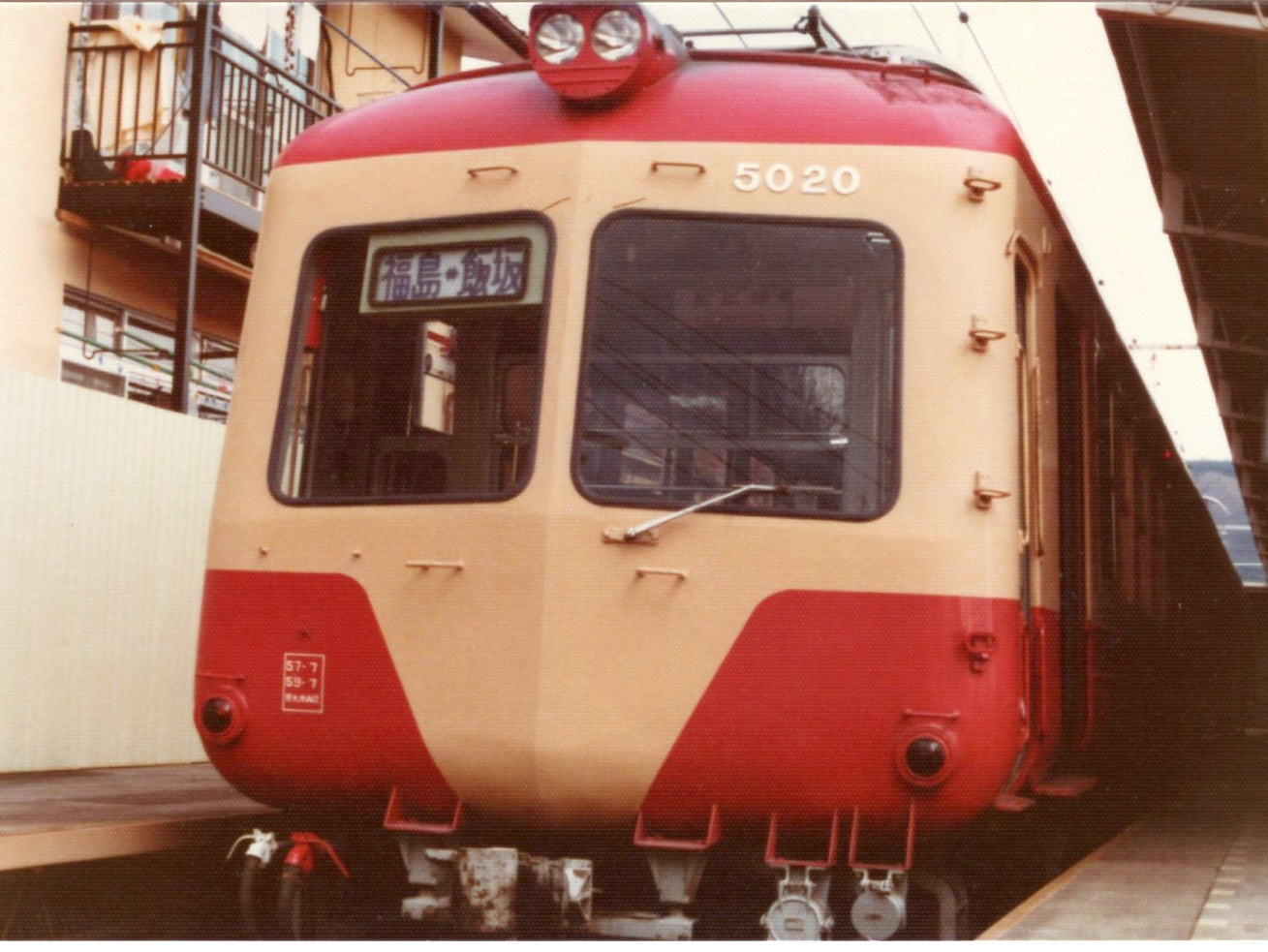
デハ5000形（2代）
（飯坂温泉駅、1982年12月）

（飯坂温泉駅、1982年12月）
1980年12月にデハ5020＋デハ5021（制御電動車のデハ5000形デハ5026・デハ5025）、1982年10月にデハ5022＋デハ5023（中間電動車のデハ5100形デハ5110・デハ5112を先頭車化改造）を、モハ1200形・デハ3300形の置き換え用として導入[14]。飯坂東線も含めて、福島交通初のカルダン駆動車で、導入に当たっては直流750Vに降圧、ベンチレーターを押し込み式に変更、前照灯のシールドビーム2灯化などの改造を行っている[16]。昇圧に伴い1991年11月19日付で廃車された[13]。
- 7000系（元東急7000系） 7000系7000系 花ももラッピング電車

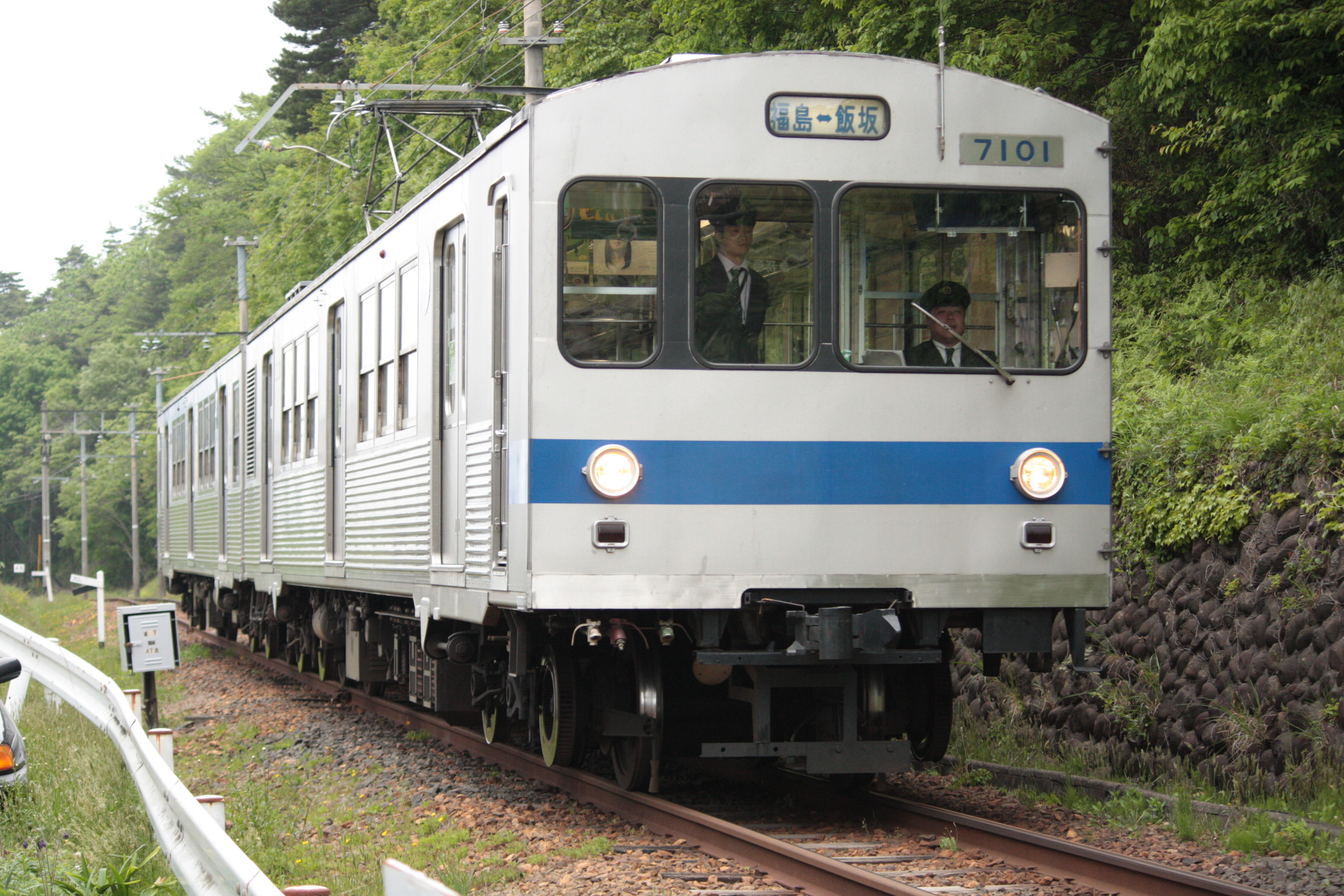
7000系

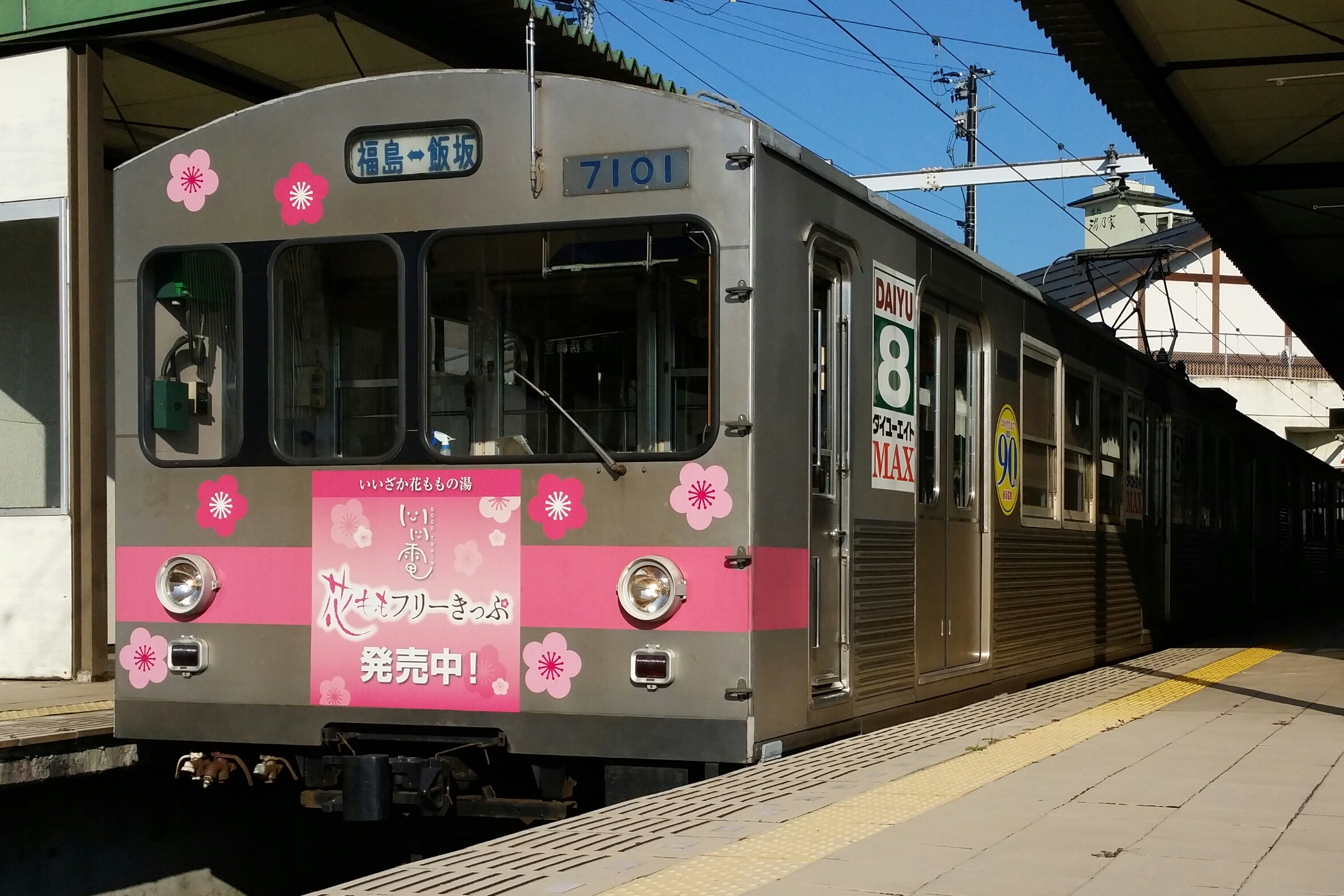
7000系 花ももラッピング電車

  - 1991年の架線電圧1500Vへの昇圧時に、Mc-Mcの2両編成5本とMc-T-Mcの3両編成2本の計16両が導入された[17]。
  - 種車は全て中間電動車デハ7100形で、制御電動車のデハ7100形[18]とデハ7200形、付随車のサハ7300形の3形式に分かれており、デハ7100形とデハ7200形は前面非貫通形で先頭車化改造されている｡
  - 3両編成は基本的に平日朝のみの運転で、それ以外の時間帯と土休日は全て2両編成で運転された。また2両編成のうちの3本のみ床置式冷房装置が設置された、飯坂東線も含めて福島交通初の冷房車で、形式もデハ017100形+デハ017200形として区分された。
  - 源義経の家臣だった佐藤継信・佐藤忠信兄弟ゆかりの地をPRするため、2005年2月27日から同年12月末まで、車体に義経にちなんだシールを貼った「義経号」が運行された。2006年以降も規模は縮小されたが、シールを貼って運行されていた。2013年6月ごろから飯坂ホテル聚楽の日帰り温浴施設「いいざか花ももの湯」入館券つきの一日乗車券「花ももフリーきっぷ」のPRのため、3編成が帯の色を青からピンク色に変更し、「花ももラッピング電車」として運行された[19]。なお、最後まで青帯で残っていた3両編成が2018年1月に運行を終了したことにより、一旦青帯の編成は消滅した[17]。
  - 2018年11月8日から10日まで、デハ7105＋デハ7206編成のラストランが、福島駅 - 飯坂温泉駅間で行われた。「おつかれさま7105&7206」の特製ヘッドマークを掲げて走行し、11日には桜水車庫で「さよなら撮影会」が開催された[20]。残るデハ7101＋デハ7202編成は2019年3月31日限りで定期営業運転を終了しており[21][22]、以後はしばらく鉄道イベントや貸し切り列車などで運用された後、車内を一部改装の上2022年4月に曽根田駅構内に設置され、休憩所「お休み処ナナセン」（乗客及び、入場券で利用可能）として活用されている[22][23][24]。

## 歴史
飯坂線は、福島飯坂電気軌道によって開業した。後に湯野や梁川などへの路線を持っていた福島交通の前身である福島電気鉄道に合併され、同社の路線となった。「福島交通飯坂東線」も参照のこと。
- 1920年（大正9年）8月12日：飯坂軌道に対し軌道特許状下付（福島市栄町-信夫郡中野村間、軌間762mm、動力蒸気）[25]。
- 1921年（大正10年）
  - 7月1日：飯坂軌道株式会社設立[26]。
  - 10月5日：福島飯坂電気軌道へ社名変更[26][27]。
- 1922年（大正11年）3月15日：軌間1067mm、動力電気へ変更許可[26]。
- 1924年（大正13年）
  - 4月13日：福島駅 - 飯坂（現：花水坂）間を開業。当時の停留場は福島駅・西町・曽根田・兵庫田・森合・道下・成出・前谷地・仏坂下・飯坂で、福島駅 - 森合間は併用軌道だった。また福島駅は現在地よりも約140m東方の佐平ビル付近にあり、ホームのそばにあった旅館「福島屋旅館」の1階に待合所が設けられていた。
  - 10月23日：飯坂電車に社名変更[28]。
- 1925年（大正14年）2月10日：前谷地停留場を笹谷停留場に改称。
  - 6月20日：笹谷 - 仏坂下間に明神町停留場（現：平野駅）・仏坂上停留場（現：医王寺前駅）開業。
  - 6月21日：道下 - 成出間に清水役場前停留場開業。
- 1926年（大正15年）
  - 2月19日：笹谷 - 明神町間に前谷地停留場開業。
  - 4月24日：軌道事業廃止許可（信夫郡飯坂町-同郡中野村間）[29]。
  - 11月20日：仏坂上停留場を医王寺前停留場に改称。
- 1927年（昭和2年）：仏坂下停留場を小川橋停留場に改称。
  - 3月23日：飯坂 - 飯坂温泉間が開業し全通。飯坂停留場を花水坂停留場に改称。
  - 8月15日：明神町停留場駅を平野停留場に改称。
  - 10月1日：福島電気鉄道が飯坂電車を合併。飯坂西線となる。この際に、飯坂西線の福島駅停留場を飯坂東線の福島駅前停留場に統合。
- 1927年-1929年頃：前谷地 - 平野間に佐場野古屋停留場、平野 - 医王寺前間に石堂停留場開業。
- 1935年（昭和10年）以降：道下停留場・小川橋停留場廃止。
- 1940年（昭和15年）3月4日：清水役場前 - 成出間に泉停留場開業。
- 1942年（昭和17年）
  - 12月2日：成出停留場・佐場野古屋停留場廃止。
  - 12月3日：福島 - 森合間を経路変更し専用軌道化、国鉄福島駅に乗り入れ開始。同時に飯坂東線の福島駅前停留場乗り入れと旧線上の栄町・西町・曽根田・兵庫田・森合の各停留場を廃止、新線上に福島・曽根田・森合の各停留場を開業、曽根田車庫を開設。
  - 同年以降：石堂停留場廃止。
- 1943年（昭和18年）7月17日：曽根田停留場を電鉄福島停留場に改称。
- 1944年（昭和19年）12月29日：清水役場前停留場を岩代清水停留場に改称。
- 1945年（昭和20年）3月1日：全線を軌道法による軌道から地方鉄道法による鉄道に変更。停留場を駅に変更。
- 1951年（昭和26年）3月30日：前谷地駅廃止。
- 1962年（昭和37年）
  - 7月12日：福島電気鉄道が福島交通に社名変更。
  - 9月5日：電鉄福島駅を曽根田駅に改称。
- 1964年（昭和39年）1月10日：泉 - 笹谷間に上松川駅開業。
- 1975年（昭和50年）8月20日：笹谷 - 平野間に桜水駅開業、同時に車庫を曽根田駅から移転。実質1951年に廃止された前谷地駅の復活開業。
- 1981年（昭和56年）6月19日：貨物営業廃止[30]。
- 1982年（昭和57年）12月21日：飯坂温泉駅が移転し0.1km短縮。
- 1989年（平成元年）8月6日：泉 - 上松川間が台風13号による橋梁及び橋脚流失のため不通に。
- 1990年（平成2年）3月1日：不通となっていた泉 - 上松川間が復旧。
- 1991年（平成3年）
  - 4月1日：森合駅を美術館図書館前駅に改称[31]。
  - 6月25日：架線電圧を750Vから1500Vに昇圧[31]。同時に7000系営業運転開始[31]。
- 2001年（平成13年）4月8日：福島駅で列車のブレーキが効かずに駅ビルに激突する事故が発生、2両が廃車（福島駅駅ビル衝突事故を参照）[32]。
- 2002年（平成14年）10月1日：前年4月の事故および京福電鉄での列車衝突事故を受けATSを導入、この日より使用開始。
- 2004年（平成16年）
  - 2月23日：平野 - 医王寺間の国道13号と交わる踏切のレールに亀裂が見つかり、桜水 - 飯坂温泉間を運休しバス代行輸送を実施。
  - 3月5日：桜水駅 - 飯坂温泉間で運転を再開し、全線復旧。
- 2007年（平成19年）4月：車内放送装置を8トラテープ方式から音声合成装置へと変更、使用開始。
- 2011年（平成23年）
  - 3月11日：東北地方太平洋沖地震（東日本大震災）で震度6弱を観測し停電に見舞われたため、直後に全線で運転を見合わせる。泉・平野両駅に停車中の列車は運行不能に。
  - 3月13日：13時頃、福島 - 飯坂温泉間で運転を再開し、全線復旧。JR東北本線と共用している福島 - 美術館図書館前間の踏切が復旧されず、同年4月1日まで各踏切に踏切防護要員を配置。
- 2015年（平成27年）4月1日：IC乗車カード「NORUCA」が利用可能になる[33][34]。
- 2017年（平成29年）4月1日：1000系電車営業運転開始[3]。
- 2024年（令和6年）9月11日：クレジットカードなどのタッチ決済が利用可能となる[35]。
- 2025年（令和7年）2月5日：全駅の自動券売機でQRコード決済、Suicaなどの交通系ICカードなどが利用可能となる[36]。

## 駅一覧
- 全駅福島県福島市内に所在。
- 全列車普通列車（全駅に停車）。
- 線路（全線単線） … ◇：列車交換可、｜：列車交換不可

| 駅名             | 営業キロ | 営業キロ | 接続路線                                                                                      | 線路 |
| 駅名             | 駅間     | 累計     | 接続路線                                                                                      | 線路 |
| ---------------- | -------- | -------- | --------------------------------------------------------------------------------------------- | ---- |
| 福島駅           | -        | 0.0      | 東日本旅客鉄道：東北新幹線・山形新幹線・東北本線・奥羽本線（山形線） 阿武隈急行：阿武隈急行線 | ｜   |
| 曽根田駅         | 0.6      | 0.6      |                                                                                               | ｜   |
| 美術館図書館前駅 | 0.8      | 1.4      |                                                                                               | ◇    |
| 岩代清水駅       | 1.3      | 2.7      |                                                                                               | ｜   |
| 泉駅             | 0.3      | 3.0      |                                                                                               | ◇    |
| 上松川駅         | 0.7      | 3.7      |                                                                                               | ｜   |
| 笹谷駅           | 0.5      | 4.2      |                                                                                               | ◇    |
| 桜水駅           | 0.9      | 5.1      |                                                                                               | ◇    |
| 平野駅           | 1.1      | 6.2      |                                                                                               | ｜   |
| 医王寺前駅       | 1.2      | 7.4      |                                                                                               | ◇    |
| 花水坂駅         | 1.3      | 8.7      |                                                                                               | ｜   |
| 飯坂温泉駅       | 0.5      | 9.2      |                                                                                               | ｜   |

### 駅の営業形態
泉駅と花水坂駅の2駅が全日無人駅、福島駅、桜水駅、飯坂温泉駅は全日有人駅である。その他の駅は平日の一部時間帯のみ駅員が配置されている。駅員がいない駅での切符の回収は、乗務員（主に車掌）によって行われている。
全ての駅の出入口には乗車券自動券売機と福島交通発行のバス・鉄道共通ICカード「NORUCA」、クレジットカードなどのタッチ決済に対応した簡易改札機が完備されている。
桜水車庫は、1975年（昭和50年）の桜水駅の新設と同時に曽根田駅から移転する形で開設されたもので、また福島 - 森合間が専用軌道化されるまでは、線路がつながっていた飯坂東線の長岡車庫を間借りする形だった。

### 過去の接続路線
- 福島駅：福島交通飯坂東線（福島駅前）
- 飯坂温泉駅：福島交通飯坂東線（湯野町）

## 運賃
大人普通旅客運賃（小児半額・10円未満切り上げ）。2025年5月17日改定。
| キロ程           | 運賃（円） |
| ---------------- | ---------- |
| 初乗り - 2kmまで | 180        |
| 2km超 - 3kmまで  | 210        |
| 3km超 - 4kmまで  | 250        |
| 4km超 - 5kmまで  | 280        |
| 5km超 - 6kmまで  | 330        |
| 6km超 - 7kmまで  | 370        |
| 7km超 - 8kmまで  | 400        |
| 8km超 - 9kmまで  | 420        |
| 9km超            | 430        |

全線でICカードNORUCAが利用可能である。2024年9月11日からクレジットカードなどのタッチ決済でも利用可能となった。2025年2月5日より、全駅の自動券売機でQRコード決済、交通系ICカード（Kitaca・Suica・PASMO・TOICA・manaca・ICOCA・SUGOCA・nimoca・はやかけん）、電子マネー（WAON・nanaco）での決済が可能となっている。ただし、交通系ICカードは交通利用扱いではなく、電子マネー扱いとなるため、PiTaPaは利用できない。